# Comuna Alfatar, Silistra
Alfatar (în bulgară Алфатар) este o comună în regiunea Silistra, Bulgaria, formată din orașul Alfatar și satele Alekovo, Bistra, Ciukoveț, Kutlovița, Vasil Levski și Țar Asen. 

## Demografie
Componența etnică a obștinei Alfatar
     Bulgari (72,49%)
     Romi (10,83%)
     Turci (14,92%)
     Nicio identificare (1,48%)
     Altele (0,26%)
La recensământul din 2011, populația comunei Alfatar era de 3.036 locuitori. Din punct de vedere etnic, majoritatea locuitorilor (72,49%) erau bulgari, existând și minorități de turci (14,92%) și romi (10,83%). Pentru 1,48% din locuitori nu este cunoscută apartenența etnică.